# Schloss Viehofen

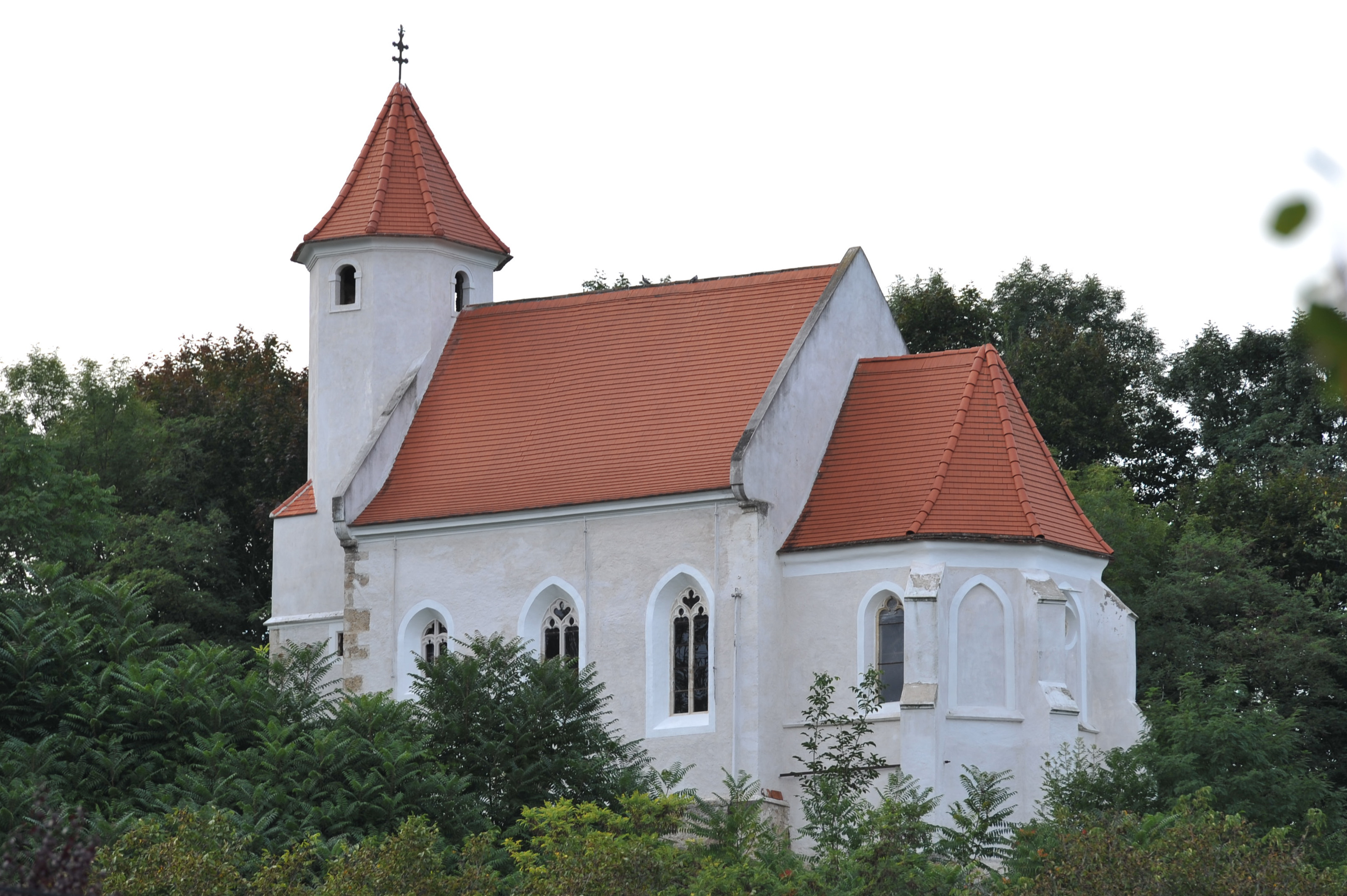
Die Schlosskapelle

Das Schloss Viehofen liegt im St. Pöltner Stadtteil Viehofen. Das Schloss an einer Steilkante war fast zur Ruine verfallen, seit 2003 wird es renoviert.

## Geschichte
Das Viehofner Schloss wurde 1130 erstmals in den Göttweiger Traditionen erwähnt, das Schloss wird jedoch als älter eingestuft. 1179 bestätigte Papst Alexander III. in einer Urkunde die Besitzrechte des Bistums Passau am Schloss, die Schlosskapelle wird jedoch erst 1248 erstmals erwähnt. In diesem Dokument werden Schloss und Kapelle als im Besitz des Klosters St. Pölten ausgewiesen. Im 12. und 13. Jahrhundert ist das Ministerialengeschlecht der „Viehofner“ belegt, im frühen 14. Jahrhundert wurde Reinprecht von Wallsee Lehensträger der Herrschaft Viehofen. Das Schloss blieb bis zum Ende des 15. Jahrhunderts im Besitz der Wallseer. Nach verschiedenen kurzzeitigen Besitzern kam die Herrschaft 1508 an Bernhard von Kirchberg. Er erhielt das Schloss vom Landesfürsten, der es 1491 von den Bischöfen von Passau erstanden hatte. Bis um 1640 blieb der Besitz bei den Kirchbergern, danach folgten einige Burgherren: Von den Herren von Wuschletitsch ging das Schloss 1665 an die Grafen von Herberstein, die es bereits 1712 an die von Wellenstein weitergaben. 1745 übernahmen die Grafen von Kuefstein das Schloss und blieben bis 2003 im Besitz desselben.
Bis zur Eröffnung der Kirche in Viehofen 1898 war die Kapelle des Schlosses die Pfarrkirche der damals eigenständigen Gemeinde. Bis 1945 war das Schloss bewohnbar und möbliert. Die russischen Besatzungstruppen, die das Schloss als Munitionslager nutzten, und nach deren Abzug die Bevölkerung verwüsteten den Komplex. In den kommenden Jahrzehnten verfiel das Schloss bis zur Ruine, 1966 wurde ein Teil des Schlosses abgerissen. In den folgenden Jahren brachen Dach und Dachstuhl zusammen. Erst 2003 kaufte Josef Figl den Komplex aus einer Konkursmasse und renoviert ihn seither.